# 阿洛亞市鎮
阿洛亞市鎮，曾是拉脫維亞的一個市鎮，設立於2009年，位於該國北部。人口6152人，面積630.7平方公里，人口密度約9.8人/km2。
2021年7月1日，阿洛亞市鎮合并至林巴日市鎮。

## 外部連結
- 林巴日市鎮官方網站 （页面存档备份，存于） （拉脱维亚文）